# Pseudomma australe
Pseudomma australe is een aasgarnalensoort uit de familie van de Mysidae. De wetenschappelijke naam van de soort werd in 1884 voor het eerst geldig gepubliceerd door Georg Ossian Sars.